# Haymanot
Cette page contient des caractères spéciaux ou non latins. S’ils s’affichent mal (▯, ?, etc.), consultez la page d’aide Unicode.
- Étymologie
- Qui est juif ?
- Peuple juif
- Identité juive

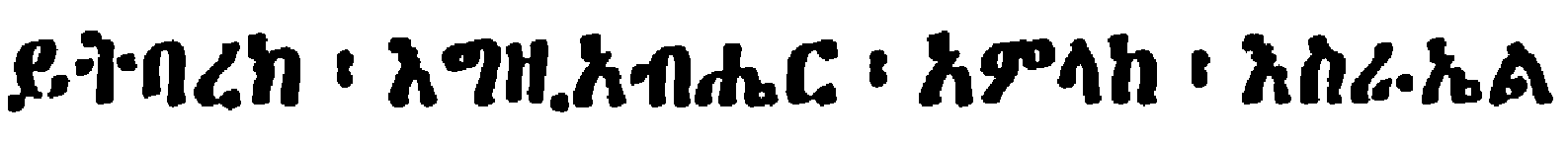
yətbaräk 'əgzi'abəher' amlakä 'əsra'el (« Béni soit Dieu le Seigneur d'Israël ») est une phrase religieuse principale.

Haymanot (Ge'ez : ሃይማኖት « foi ») signifie l’ensemble des doctrines et pratiques d’une religion. Il acquiert une signification particulière en Israël, où il désigne exclusivement la religion israélite pratiquée par les Beta Israel (Juifs éthiopiens) avant leur adoption du judaïsme.

## Les chefs religieux
- Nabiyy (Prophète), lié au mot arabe nabīyīn, qui est utilisé dans l'écriture islamique pour désigner les prophètes.
- Monkosa (moine), lié au mot grec monakhós, qui signifie « seul, solitaire ».
- Kahen (en) ou Kes (prêtre) - chef spirituel, semblable à un Kohen et analogue à un rabbin.
- Liqa Kahnet (Grand Prêtre)
- Debtera -
- Shmagle (aîné ou ancien) -

## Textes
Mäṣḥafä Kedus (Écritures Saintes) est le nom de la littérature religieuse. Le langage des écrits est le ge'ez. Le livre le plus saint est l'Orit (de l'araméen « Oraita » - « Torah ») qui comprend les Cinq Livres de Moïse et les livres Josué, Juges et Ruth. Le reste de la Bible a une importance secondaire. Les sources manquent sur la question de savoir si le Livre des Lamentations est exclu du canon ou s'il fait partie du Livre de Jérémie tout comme il l'est dans le canon biblique orthodoxe Tewahedo. [réf. nécessaire].
Le canon contient également : Sirach, Judith, Esdras 1 (en) et 2, Meqabyan (en), Jubilés, Baruch 1 et 4 (en), Tobit, Hénoch et les testaments d' Abraham, Isaac (en) et Jacob (en) ; la plupart d'entre eux se retrouvent également dans les livres deutérocanoniques ou dans les apocryphes bibliques.
Les écrits non bibliques comprennent :
- Nagara Muse (La conversation de Moïse),
- Mota Aaron (La mort d’Aaron),
- Mota Muse (La mort de Moïse),
- Te'ezaza Sanbat (Les préceptes du sabbat),
- Arde'et (Étudiants),
- Gorgorios, Mäṣḥafä Sa'atat (livre des Heures),
- Abba Elias (Père Elija),
- Mäṣḥafä Mäla'əkt (livre des Anges),
- Mäṣḥafä Kahan (livre du prêtre),
- Dərsanä Abrəham Wasara Bägabs (Homélie sur Abraham et Sarah en Égypte),
- Gadla Sosna (Les actes de Susanna),
- Baqadāmi Gabra Egzi'abḥēr (Au commencement, Dieu a créé).

Zëna Ayhud (Histoire des Juifs) et fālasfā (Philosophes) sont deux livres qui ne sont pas sacrés mais qui ont toujours une grande influence.

## Maison de prière
La synagogue est appelée masgid (lieu de culte) et aussi bet maqds (maison sainte) ou ṣalot bet (maison de prière).

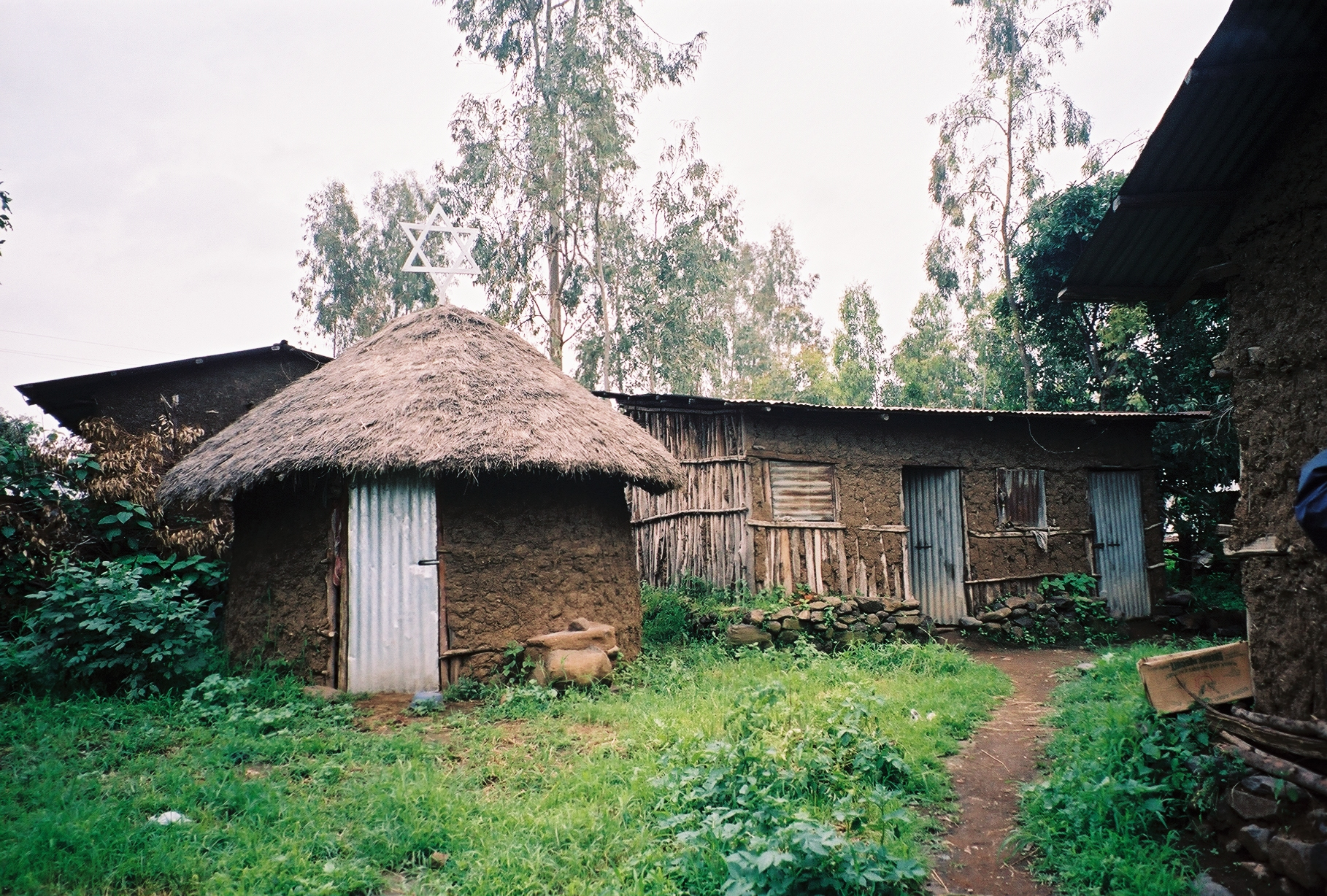
Synagogue dans le village de Wolleka en Éthiopie.
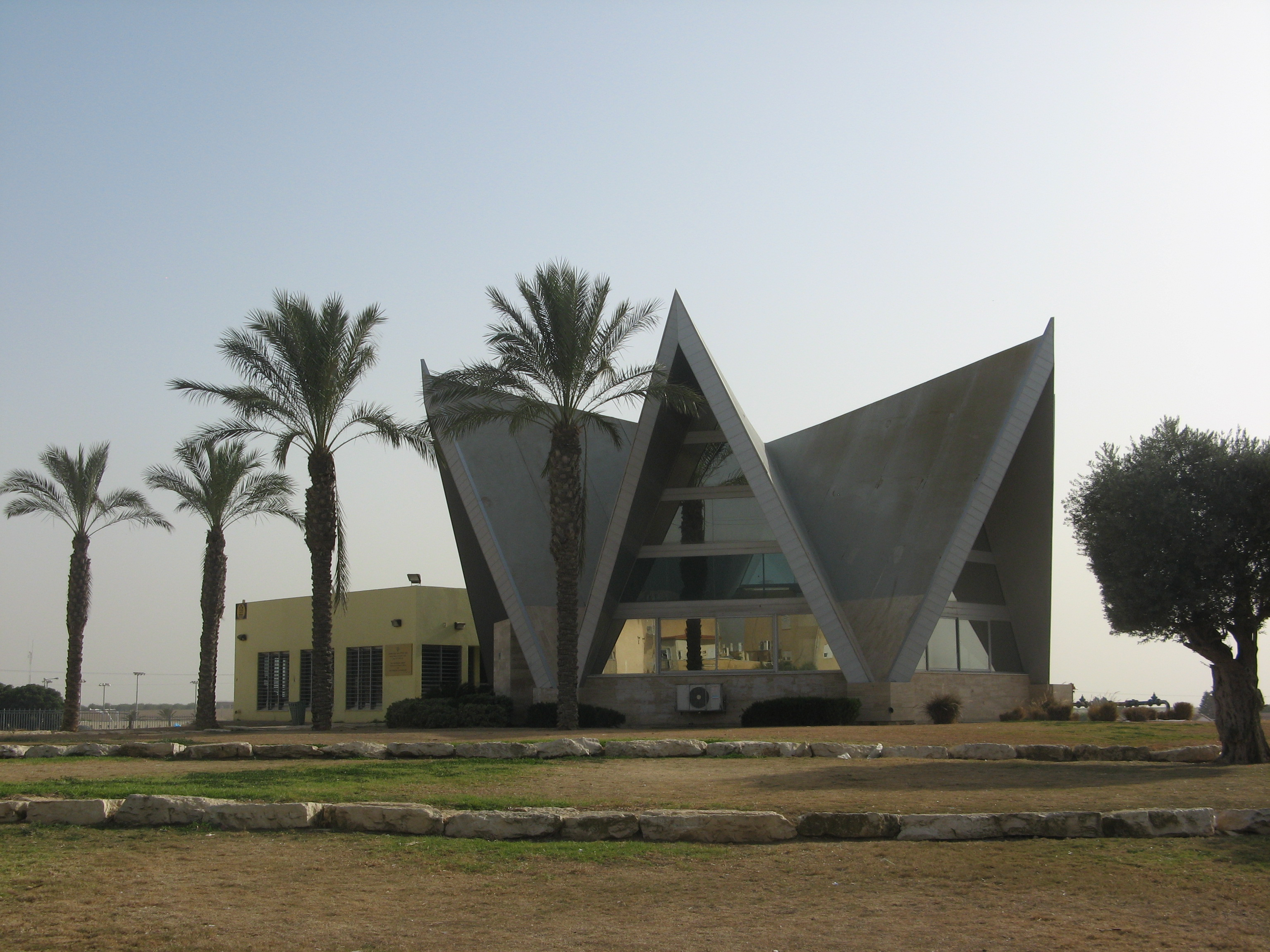
Synagogue moderne dans la ville de Netivot en Israël.
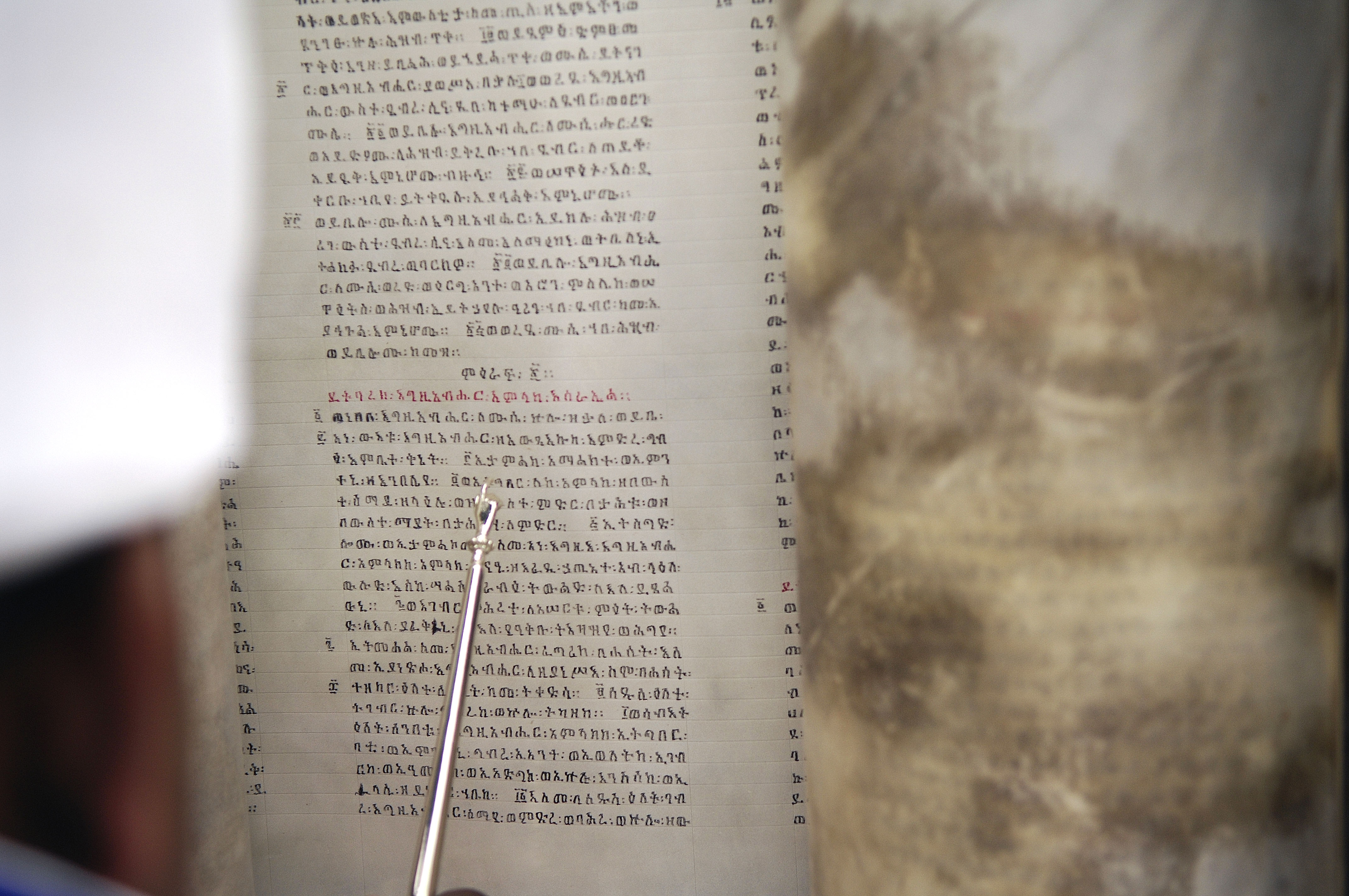
Kahen (en) lisant l'Orit.
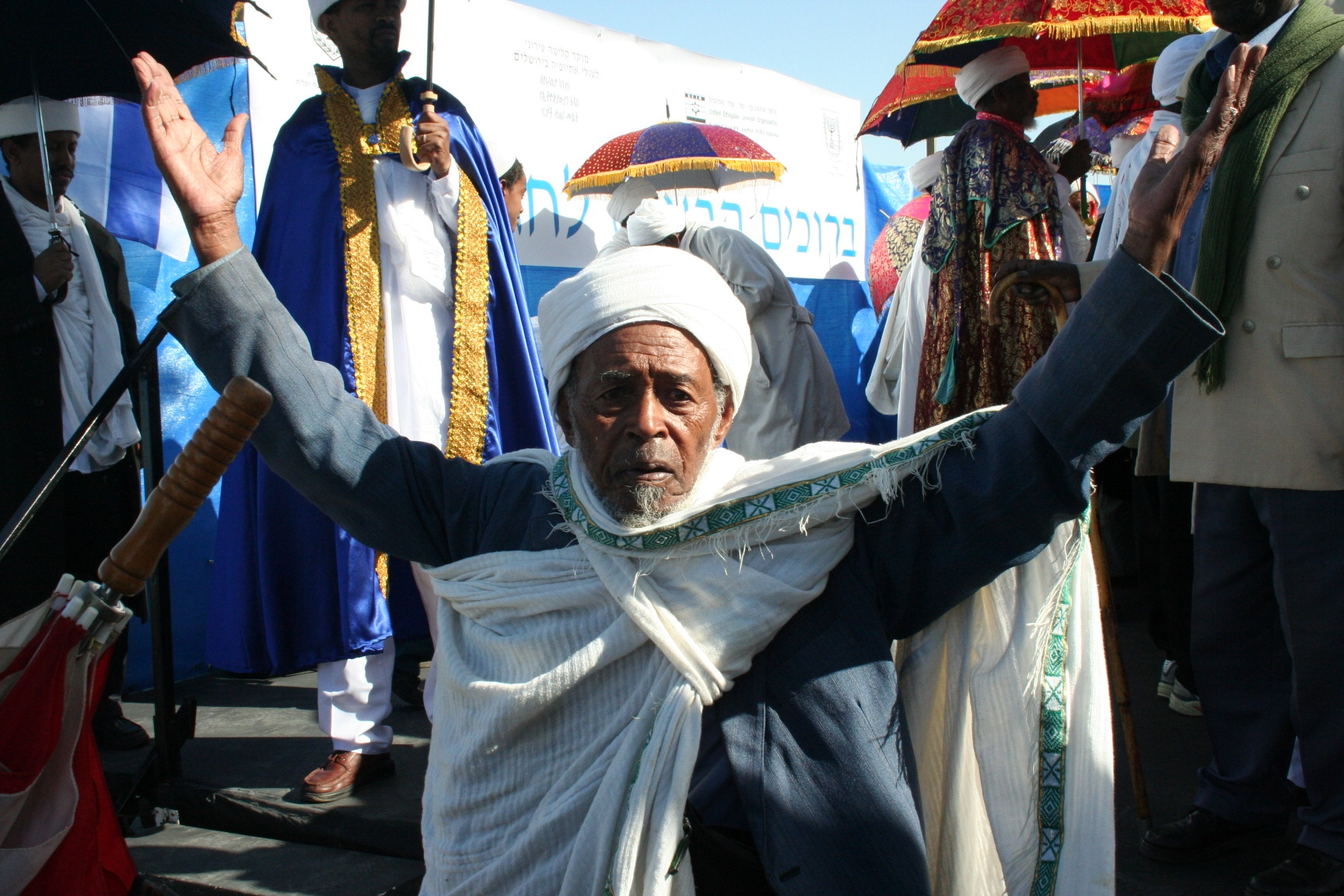
Un Kahen (en) célébrant la fête de Sigd à Jérusalem, 2008.

## Lois alimentaires
Les lois alimentaires reposent principalement sur le Lévitique, le Deutéronome et les Jubilés. Les animaux autorisés et interdits sont listés dans Lévitique 11,3–8 et dans Deutéronome 14,4–8. Les oiseaux interdits sont énumérés dans Lévitique 11,13-23 et Deutéronome 14,12-20. Les poissons autorisés sont listés dans Lévitique 11,9-12 et Deutéronome 14,9-10. Les insectes et les larves sont interdits selon Lévitique 11,41–42. Les oiseaux de proie sont interdits selon Lévitique 11,13-19. Gid hanasheh est interdit selon Genèse 32,33. Les mélanges de lait et de viande ne sont pas préparés ou consommés mais ne sont pas interdits : Haymanot interprète les versets Exode 23,19, Exode 34,26 et Deutéronome 14,21 littéralement « ne cuiras pas le chevreau dans le lait de sa mère » (comme les Karaïtes). De nos jours, sous l’influence rabbinique, il est interdit de mélanger des produits laitiers avec de la viande.
Les Juifs éthiopiens n'ont pas le droit de manger la nourriture des non-Juifs. Un Kes ne mange que de la viande qu'il s'est abattu lui-même, que ses hôtes préparent ensuite pour lui et pour eux-mêmes. Le Bêta Israël qui a brisé ces tabous, a été ostracisé et a dû subir un processus de purification. La purification consistait à jeûner pendant un ou plusieurs jours, à ne manger que des pois chiches crus fournis par les Kes et à une purification rituelle avant d'entrer dans le village. Contrairement aux autres Éthiopiens, les Bêta Israël ne mangent pas de viande crue comme le kitfo ou le gored gored.

## Calendrier et jours fériés
Le calendrier Bêta Israël est un calendrier lunaire de 12 mois, de 29 ou 30 jours en alternance. Tous les quatre ans, il y a une année bissextile qui ajoute un mois complet (30 jours). Le calendrier est une combinaison de l'ancien calendrier juif d'Alexandrie, du Livre des Jubilés, du Livre d'Hénoch, du Livre d'Abou Shaker et du calendrier Ge'ez. Les années sont comptées selon le comptage de Kushta « 1571 à Jésus - Christ, 7071 aux Gitans et 6642 aux Hébreux », selon ce comptage, l'année 5771 (en hébreu : ה'תשע"א) du calendrier hébraïque rabbinique est l'année 7082 dans ce calendrier.
Fêtes dans le Haymanot divisées en jour, mois et année. Les fêtes annuelles dans chaque mois sont :
- Nisan :
  - ba'āl lisan (fête de Nisan - Nouvel An) le 1er,
  - ṣomä fāsikā (fête de la Pâque) le 14,
  - fāsikā (Pâque) entre le 15 et 21,
  - gadfat (croissance des graisses) ou buho (pâte fermentée) le 22.
- Iyar :
  - un autre fāsikā (Deuxième Pâque - Pessa'h Sheni) entre le 15 et 21.
- Sivan :
  - ṣomä mã'rar (Récolte rapide) le 11,
  - mã'rar (Récolte - Chavouot) le 12.
- Tammuz :
  - ṣomä tomos (jeûne de Tammuz) entre le 1er et 10.
- Av :
  - ṣomä ab (jeûne d'Av) entre le 1er - 17.
- Elul :
  - awd amet (rotation annuelle) le 1er,
  - ṣomä lul (jeûne d’Elul) entre le 1er et le 9,
  - anākel astar'i (notre expiation) le 10 ,
  - asartu wasamantu (le dix-huitième) le 28.
- Tishrei :
  - ba'āl Matqe (fête du soufflage - Zikhron Trua) le 1er,
  - astasreyo (jour des expiations - Yom Kippour) le 10,
  - ba'āla maṣallat (jour férié des Tabernacles - Soukkot) entre le 15 et 21.
- Cheshvan :
  - fête pour le jour où Moïse a vu le visage de Dieu le 1er,
  - jour férié pour la réception de Moïse par les Israélites le 10,
  - jeûne le 12 et měhlělla (Supplication - Sigd) le 29.
- Kislev :
  - un autre ṣomä mã'rar et mã'rar le 11 et le 12 respectivement.
- Tevet :
  - ṣomä tibt (Tevet rapide) entre le 1er et 10.
- Shevat :
  - wamashi brobu le 1er.
- Adar :
  - ṣomä astēr (jeûne d'Esther - Ester Ta'anit) entre le 11 et 13.

Les jours fériés mensuels sont principalement des jours de commémoration pour les fêtes annuelles :
- yačaraqā ba'āl (« fête de la nouvelle lune »)[10] le premier jour de chaque mois,
- asärt (« dix ») le dixième jour commémorant Yom Kippour,
- asrã hulat (« douze ») le douzième jour pour commémorer Shavuot,
- asrã ammest (« quinze ») le quinzième jour pour commémorer Pâque et Soukkot,
- ṣomä mälěya un jeûne le dernier jour de chaque mois[11].

Les jours fériés comprennent le ṣomä säňňo (le jeûne du lundi), le ṣomä amus (le jeûne du jeudi), le ṣomä 'arb (le jeûne du vendredi) et le très saint Sanbat (le sabbat).